# Funambulus tristriatus
Funambulus tristriatus е вид бозайник от семейство Катерицови (Sciuridae).

## Разпространение
Видът е разпространен в Индия.